# J. Johan Lindberg
Jarl Johan Lindberg, född 18 september 1921 i Helsingfors, död 28 juni 2008, var en finländsk kemist.
Lindberg blev filosofie kandidat 1951, filosofie licentiat 1953 och filosofie doktor i Helsingfors 1957. Han var assistent vid Helsingfors universitet 1952–1963, docent i fysikalisk kemi 1959–1969, biträdande professor vid Tekniska högskolan i Helsingfors 1966–1969, tillförordnad professor i trä- och polymerkemi vid Helsingfors universitet 1967–1969 och professor 1969–1987. Han var ordförande i Finska kemistsamfundet 1965 och invaldes som ledamot av Finska Vetenskaps-Societeten 1961. Han skrev On the Hydrogen Bond Formation of Some Model Compounds Related to Lignin (akademisk avhandling, 1957) samt artiklar i trä-, polymer- och fysikalisk kemi.